# ستيفن روس (اقتصادي)
ستيفن روس (بالإنجليزية: Stephen Ross) (و. 1944 – 2017 م) هو اقتصادي، وأستاذ جامعي أمريكي، ولد في بوسطن، وكان عضوًا في الأكاديمية الأمريكية للفنون والعلوم، توفي عن عمر يناهز 73 عاماً.

## التعليم
تعلم في معهد كاليفورنيا للتقنية، وجامعة هارفارد.

## جوائز
حصل على جوائز منها:
- Deutsche Bank Prize in Financial Economics [الإنجليزية]‏ (2015)[4]
- Smith Breeden Prize [الإنجليزية]‏ (2006)
- بروفيسور ستيرلينغ  [لغات أخرى]‏
- زمالة غوغنهايم
- زمالة جمعية الاقتصاد القياسي.